# Sassenheimstraat

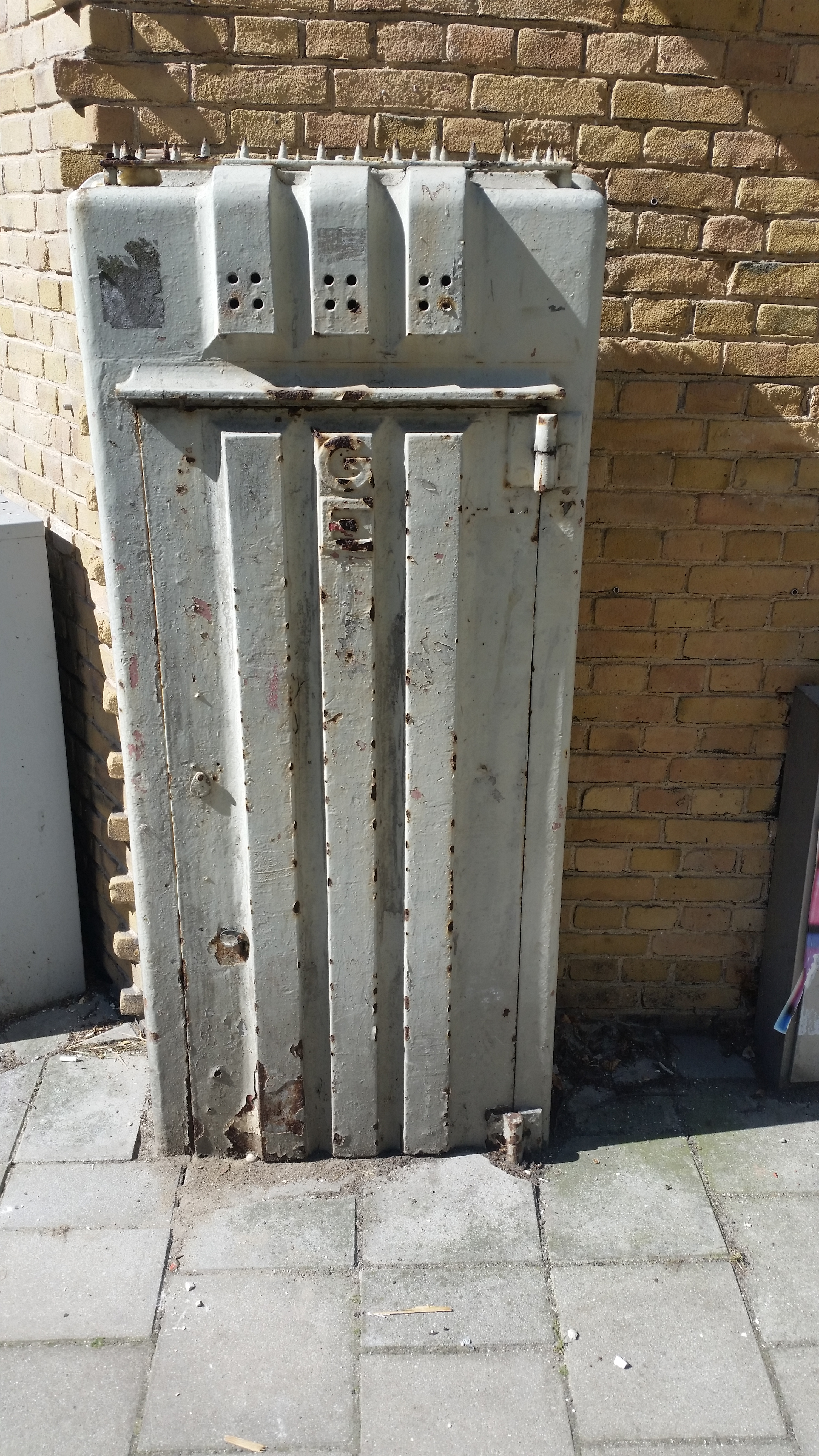
Splitskast van Pieter Lucas Marnette (juli 2020)

De Sassenheimstraat is een straat in Amsterdam Oud-Zuid, wijk Hoofddorppleinbuurt, buurt Aalsmeerwegbuurt Oost.

## Ligging en geschiedenis
De straat kreeg per raadsbesluit van 16 februari 1927 haar naam; een vernoeming naar de Zuid-Hollandse plaats Sassenheim. In 1933 werd het traject opnieuw bepaald. Meerdere straten in deze buurt zijn vernoemd naar Nederlandse dorpen en steden. De straat begint aan de Rijnsburgstraat, vroeger onderdeel van de Sloterkade. Vervolgens trekt ze noordwaarts om in een hoek van 45 graden een rechte hoek te maken met de Aalsmeerweg, de belangrijkste verkeersroute door de wijk. Aan de overzijde maakt de Sassenheimstraat opnieuw een knik van 45 graden en eindigt in een rechte hoek op de kade van de Westlandgracht.
Kunst in de openbare ruimte is in de straat niet te vinden. In het prille stadium van de straat was er hier een bushalte, maar sinds de Aalsmeerderweg de hoofdroute werd, was dat voorbij.

## Gebouwen
De huisnummers lopen op van 2 tot en met 94 (noordoostelijke gevelwand) en 1 tot en met 81 (zuidwestelijke gevelwand). Alle woningen dateren uit de jaren twintig en dertig.
De bebouwing aan de Sassenheimstraat valt grofweg in vier bouwblokken uiteen. De eerste twee staan aan het stuk Rijnsburgstraat tot Aalsmeerweg, de andere twee staan aan het stuk Aalsmeerweg tot Westlandgracht. Er zijn hier twee gerenommeerde architecten bezig geweest met woningontwerpen. Beide architecten maakten aan de kruising met de Aalsmeerweg een soort toegangspoorten naar de omliggende woonwijken. Eventuele winkeleenheden zijn alleen bij die kruising en die met de Rijnsburgstraat te vinden  

### Albert Boeken
Albert Boeken ontwierp een deel van een huizenblok dat zich uitstrekt over de Rijnsburgstraat 70-72 (hoek Sassenheimstraat), Sassenheimstraat 1-39 (blok tussen Rijnburgstraat en Aalsmeerweg), Sassenheimstraat 42-52 (hoek Sassenheimstraat met Aalsmeerweg), Aalsmeerweg 59-75 en 79-83. Ook een blokje aan de overzijde Aalsmeerweg 58-74 maakt deel uit van het complex. Albert Boeken ontwierp hier in de stijl van het Nieuwe Bouwen terwijl er ook nog sporen zijn te vinden van de Amsterdamse School. Het complex maakte deel uit van een project om te kijken of het tot gemeentelijk monument kon worden verklaard; hetgeen in 2020 niet het geval is. Onder een overstekhoek staat een object dat "puur" is binnen de Amsterdamse School; een splitskast ontworpen door Pieter Lucas Marnette.         

### Lau Peters
De andere architect die hier hele rijen woningen heeft ontworpen is Lau Peters. Hij ontwierp de woningen op de andere adressen in de Sassenheimstraat. Dat komt neer op de even zijde van de Sassenheimstraat 2-40 en eigenlijk alle gebouwen ten westen van de Aalsmeerweg. Dat deel van de Sassenheimstraat maakt deel uit van twee woonblokken met aan de noordzijde Sassenheimstraat-Westlandgracht-Rietwijkstraat (behalve Rietwijkerstraat#Rietwijkerstraat 55-77/Rietwijkerstraat 55-77) en aan de zuidzijde Sassenhemstraat-Westlandgracht-Abbenesstraat. Voor dat laatste blok ontwierp Peters ook het stukje Aalsmeerweg. Voor de Sassenheimstraat betekende het een grote mate van symmetrisch; de beide gevelwanden lijken elkaars spiegelbeeld.  

## Afbeeldingen

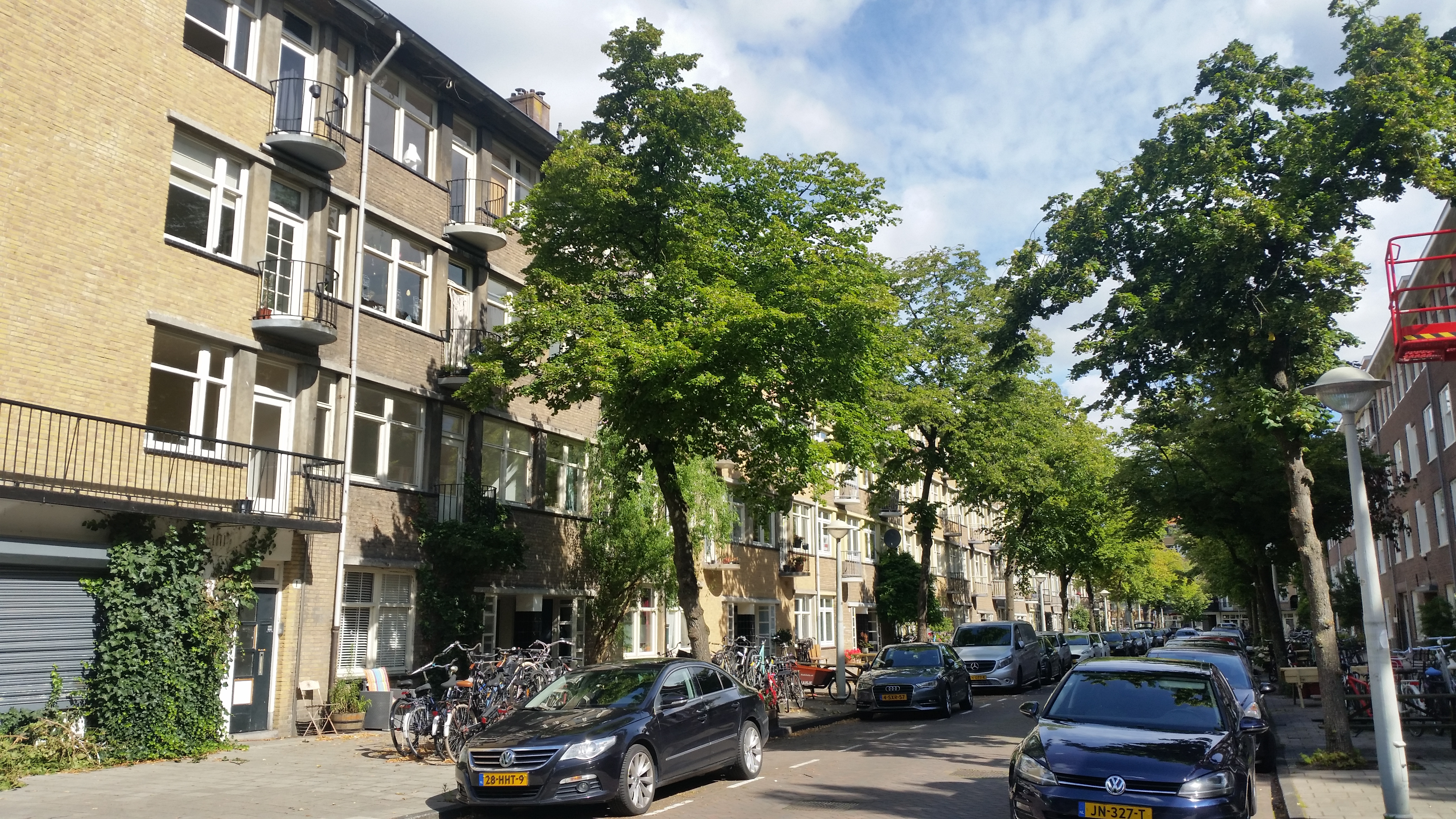
Rechts: Huisnummer 1-39 (juli 2020)
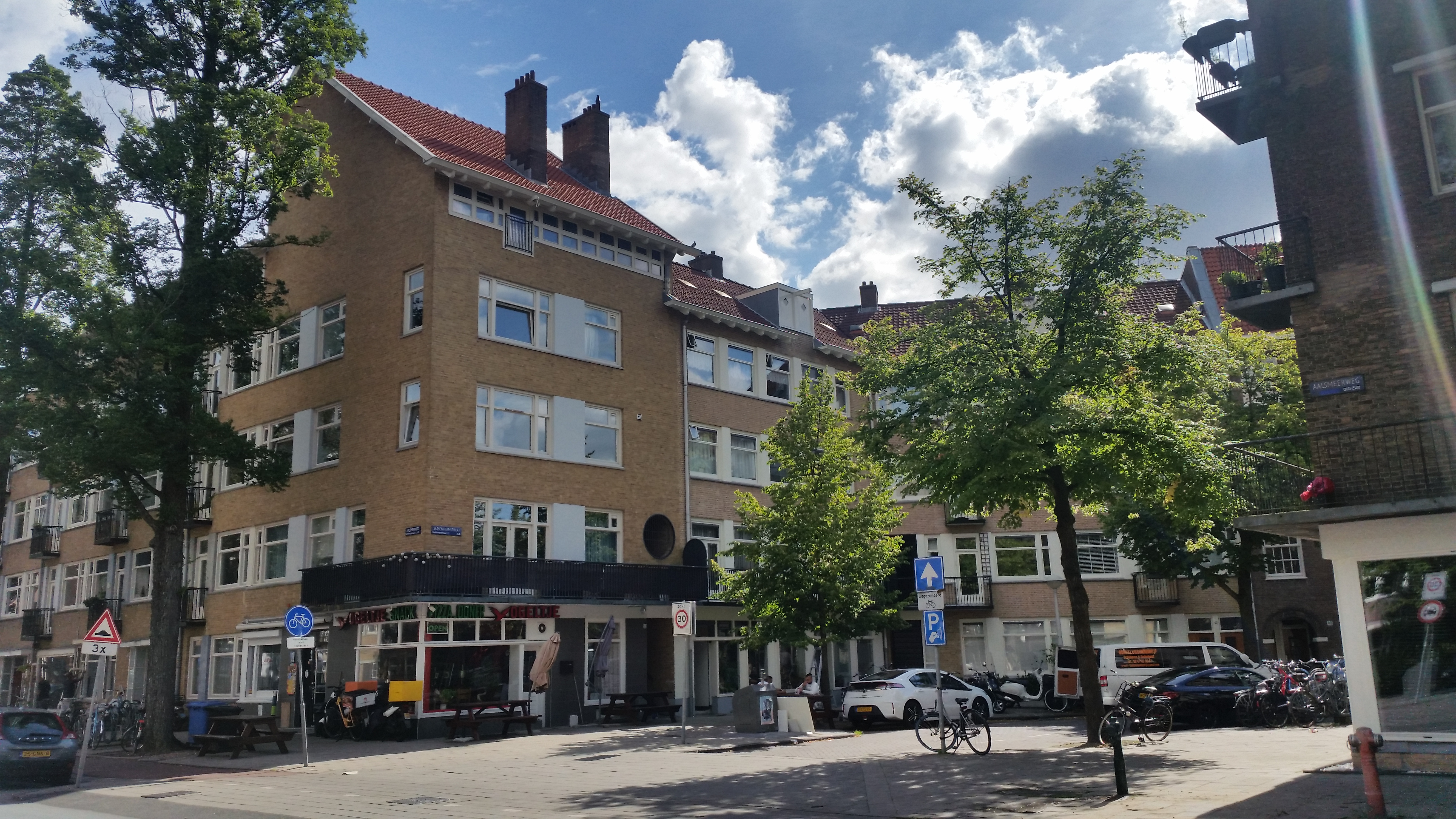
Boekens hoek Sassenheimstraat en Aalsmeerweg (juli 2020)
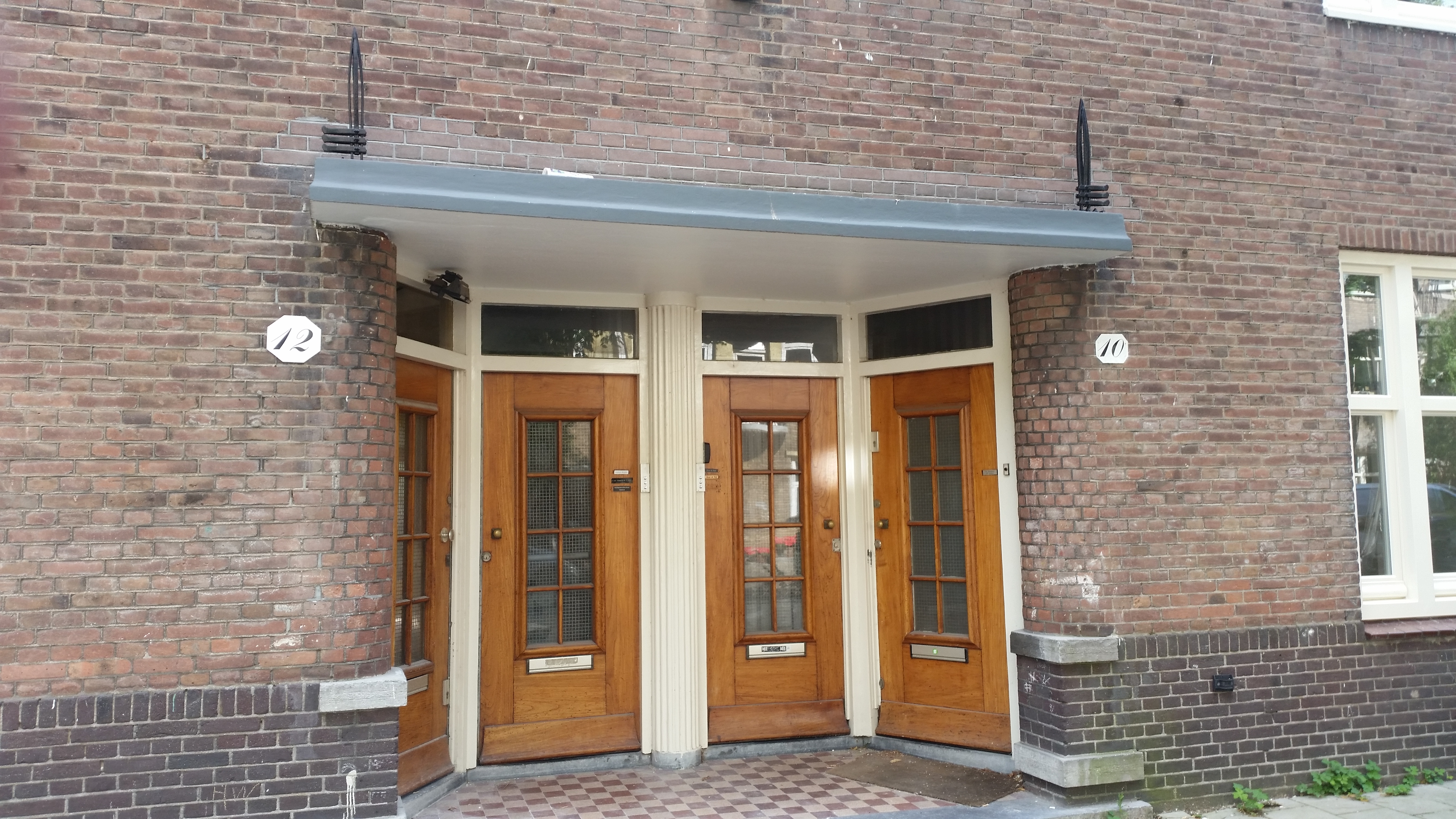
Versieringen bij portiek 10-12 (juli 2020)
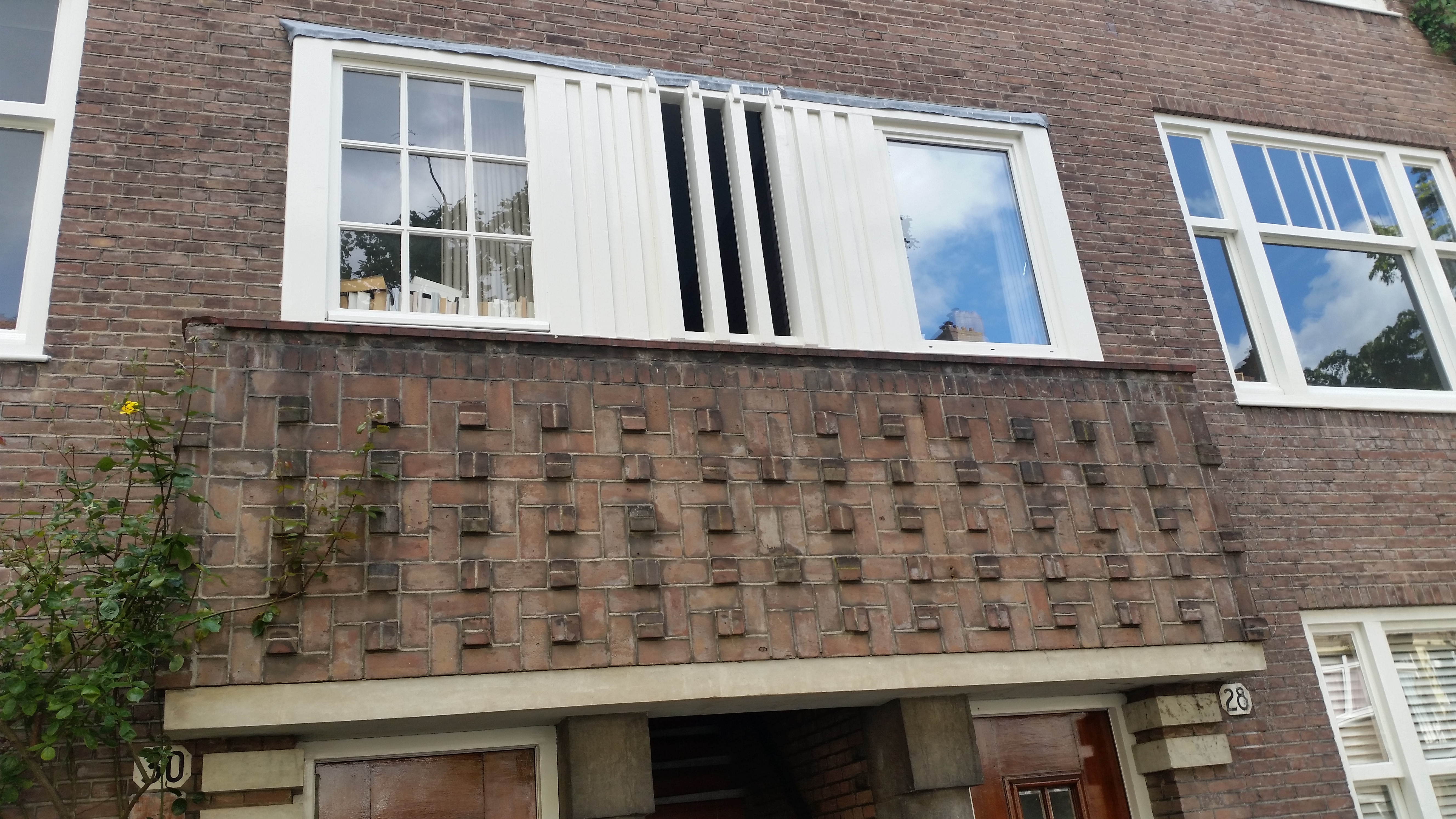
Metselverband op 28-30 (juli 2020)